# Inkubacija (medicina)
Inkubacija ili inkubacijsko razdoblje u medicini označava vrijeme od trenutka kada je organizam izložen patogenima, kemijskim tvarima ili radijaciji pa do trenutka nastupanja simptoma. 
Neke osobe mogu biti prenositelji infekcija, odnosno sve vrijeme biti inficinirane a da same ne razviju simptome infekcijske bolesti.
Razdoblja inkubacije često variraju s obzirom na bolest, odnosno na bolesnika, s time da je inkubacija obično duža kod odraslih nego kod djece.

## Primjeri razdoblja inkubacije
- upala pluća: 0 – 2 dana
- antraks (bedrenica): 1 – 3 dana
- influenca (gripa): 1 – 3 dana
- gonoreja (kapavac): 2 – 3 dana
- kolera: 1 – 4 dana
- meningitis epiderm.: 1 – 4 dana
- difterija: 2 – 5 dana
- kuga: 2 – 5 dana
- prehlada: 2 – 5 dana
- žuta groznica: 3 – 5 dana
- dizenterija (bacilna): 2 – 7 dana
- šarlah: 2 – 8 dana
- hripavac: 3 – 8 dana
- papatači: 3 – 8 dana
- SARS: 0 – 10 dana
- slinavka i šap: 9 – 10 dana
- crne boginje: 8 – 12 dana
- tetanus: 4 – 14 dana
- poliomijelitis: 7 – 14 dana
- ospice: 8 – 14 dana
- rubeola: 16 – 20 dana
- malarija: 7 – 21 dana
- trbušni tifus: 7 – 21 dana
- pjegavac: 8 – 21 dana
- sifilis (lues): 14 – 21 dana
- varičele: 14 – 21 dana
- dizenterija (amebna): 21 – 24 dana
- zarazna mononukleoza: 28 – 42 dana
- zarazna žutica: 10 – 35 dana
- bjesnoća: 14 – 60 dana
- kuru: 10,3 – 13,2 godina (moguće i do 50 godina)[1]